# 那打水库
那打水库是中国广西壮族自治区南宁市武鸣县境内的一座水库，位于武鸣河流域府城河上，建于1963年。水库正常库容为1474万立方米，集雨面积为140平方千米，海拔为166.15米。